# 오카베 린
오카베 린(일본어: 岡部 麟, 1996년 11월 7일 ~ )은 일본의 아이돌이며, 여성 아이돌 그룹 전 AKB48의 멤버이다.
이바라키현 출신. 호리프로 소속.

## 내력
2014년 
- 4월 3일, 프로젝트 발표회에서 팀8 멤버로서 첫 피로했다.
- 8월 6일, 팀8 「PARTYが始まるよ」공연으로 극장 공연에 데뷔했다.

2017년
- 12월 8일, AKB48 극장에서 열린 〈AKB48 12주년 특별 기념 공연〉에서 팀A의 캡틴을 맡는 것이 발표되었다.

2020년
- 12월 16일, 「호리NS 수확제 2020」에서 호리프로에 이적을 발표했다.

2024년
- 4월 4일, AKB48를 졸업.

## AKB48에서의 참가곡

### 싱글 CD 선발곡
- 〈心のプラカード 마음의 플래카드〉에 수록
  - 47の素敵な街へ / 47의 멋진 거리에 - 팀8 명의
- 〈望的リフレイン 희망적 리프레인〉에 수록
  - 制服の羽根 / 제복의 날개 - 팀8 명의
- 〈Green Flash〉에 수록
  - 挨拶から始めよう / 인사부터 시작하자 - 팀8 명의
- 〈唇にBe My Baby 입술에 Be My Baby〉에 수록
  - あまのじゃくバッタ / 심술꾸러기 메뚜기 - Team 8 명의
- 〈翼はいらない 날개는 필요 없어〉에 수록
  - 夢へのルート / 꿈으로의 길 - Team 8 명의
- 〈ハイテンション 하이텐션〉에 수록
  - 星空を君に / 밤하늘을 너에게 - Team 8 East 명의
- 〈願いごとの持ち腐れ / 소원을 간직할 뿐〉에 수록
  - 点滅フェロモン / 점멸 페로몬
- 11月のアンクレット / 11월의 앵클릿
  - 生きることに熱狂を! / 사는 것에 열광을! - Team 8 명의
- ジャーバージャ / 쟈바쟈
  - Position - AKB48 차세대 선발 명의
  - 国境のない時代 / 국경없는 시대 - 사카미치 AKB 명의
- Teacher Teacher
  - ロマンティック準備中 / 로맨틱 준비중 - Team A 명의
  - 蜂の巣ダンス / 벌집 댄스 - Team 8 명의

### 앨범 CD 수록곡
- 《ここがロドスだ、ここで跳べ! 여기가 로도스다, 여기서 뛰어라!》에 수록
  - へなちょこサポート / 풋내기 서포트 - 팀8 명의
- 《0と1の間 0과 1 사이》에 수록
  - 一生の間に何人と出逢えるのだろう / 평생 몇 명이나 사람을 만나는 걸까 - 팀8 명의

## 출연

### TV 프로그램
- AKBINGO! (부정기 출연, 닛폰 TV)
- AKB48의 너, 누구? (부정기 출연, NOTTV)
- AKB48 SHOW! (부정기 출연, BS 프리미엄)